# Actinodiscidae
Actinodiscidae vormen een familie in de klasse van de bloemdieren (Anthozoa).

## Taxonomie
De familie telt twee geslachten:
- Actinodiscus
  - Actinodiscus dawydoffi (Carlgren, 1943)
  - Actinodiscus fungiformis (Verrill, 1869)
  - Actinodiscus nummiformis 
  - Actinodiscus rubraoris (Saville-Kent, 1893)
  - Actinodiscus unguja (Carlgren, 1900)
- Rhodactis
  - Rhodactis rhodostoma